# Feuerschwanz-Fransenlipper
Der Feuerschwanz-Fransenlipper (Epalzeorhynchos bicolor, Syn.: Labeo bicolor), oder auch nur Feuerschwanz genannt, ist ein Süßwasserfisch aus der Gattung Epalzeorhynchos in der Familie der Karpfenfische (Cyprinidae). Trotz seiner Seltenheit in der Natur und seines aggressiven Verhaltens gegenüber anderen Fischen ist er ein beliebter und weit verbreiteter Zierfisch. Jährlich werden zehntausende Nachzuchten aus Thailand exportiert.

## Merkmale
Der Feuerschwanz-Fransenlipper ist ein kleiner Karpfenfisch mit gestreckter Körperform, der eine maximale Gesamtlänge von 12 Zentimeter erreicht. Das Maul ist klein, Barteln sind vorhanden. Seine Rückenflosse (Dorsale) ist etwas hoch, die Schuppen klein. Körper und Flossen, mit Ausnahme der leuchtend roten Schwanzflosse (Caudale), sind schwarz oder schwarzviolett. Oberhalb der Brustflossen (Pectorale) befindet sich ein kleiner Fleck, der Rand der Rückenflosse ist schmal weiß gesäumt.
Die Geschlechter sollen an der Form der Rückenflosse unterscheidbar sein. Beim Männchen läuft sie nach hinten spitz zu, während der hintere Rand beim Weibchen gerade ist und einen rechten Winkel bildet. Außerdem sind die Weibchen meist kräftiger und blasser als die Männchen.

## Verbreitung
Der Feuerschwanz-Fransenlipper ist ein Endemit Thailands. Er kommt im unteren Mae Nam Mae Klong, im Mae Nam Chao Phraya und im Mae-Nam-Bang-Pakong-Flussgebiet vor. Der Feuerschwanz-Fransenlipper galt als in der freien Natur ausgestorben, nach neueren Informationen ist er örtlich im Mae Nam Chao Phraya wieder zu finden. Berichten nach ist er im Mae Nam Mae Klong und Mae Nam Bang Pakong verschwunden, weitere Untersuchungen sind allerdings notwendig.

## Lebensraum und Lebensweise
Der Feuerschwanz-Fransenlipper bewohnt Flüsse mit felsigen oder sandigem und kiesigem Boden. Auch Überschwemmungsgebiete werden aufgesucht. Als Allesfresser nimmt er pflanzliche Nahrung und kleine benthische Lebewesen.

## Aquaristik

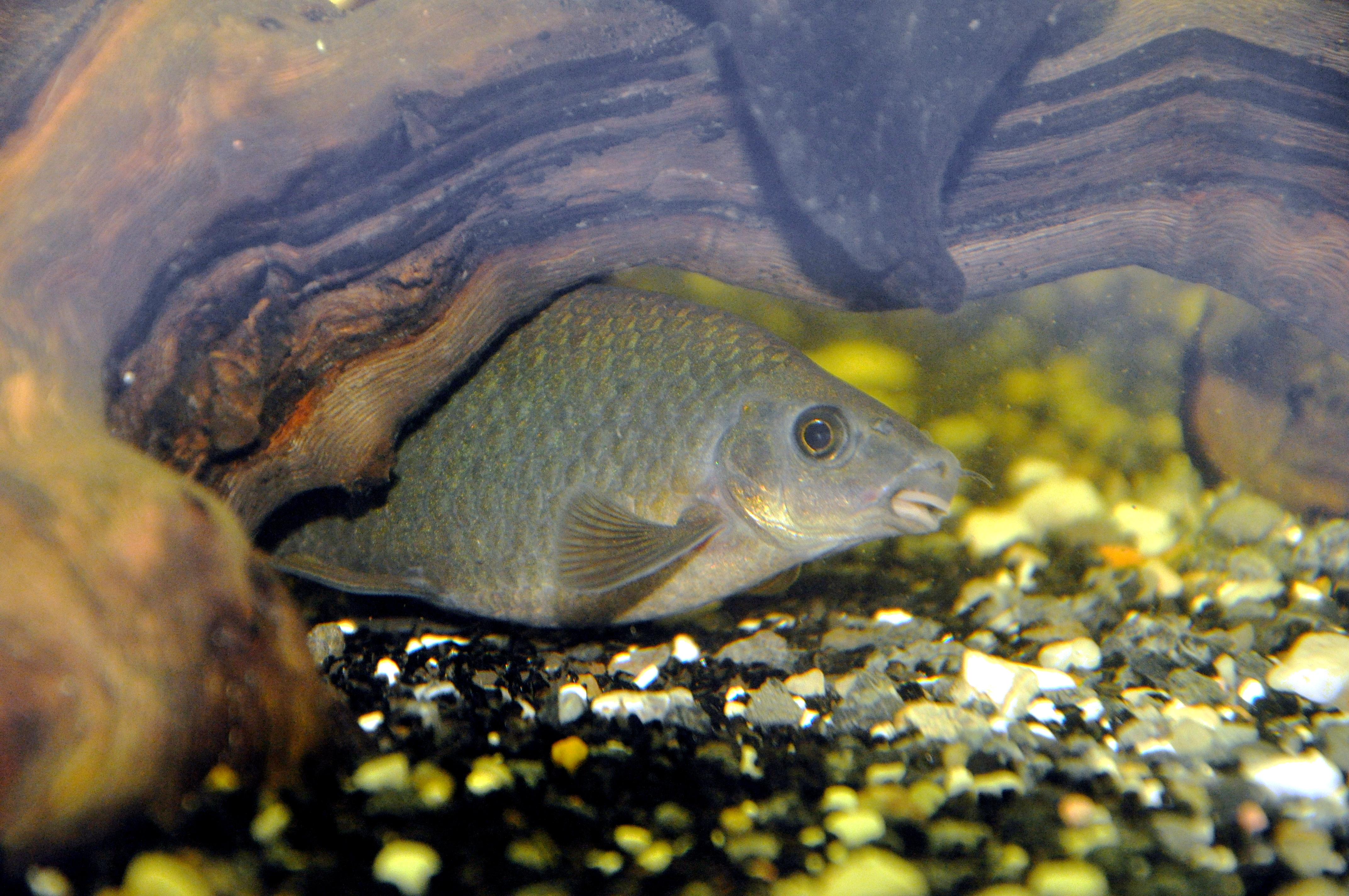
Blick seitlich auf einen einjährigen Feuerschwanz-Fransenlipper

Die ersten Feuerschwänze wurden 1952 vom Aquarium Hamburg nach Deutschland eingeführt.
Zur Einrichtung des Aquariums: Als Bodengrund sollte feiner Sand verwendet werden. Es sollten Verstecke aus Wurzelholz und Steinaufbauten sowie viel freier Schwimmraum vorhanden sein. Es sollte so bepflanzt sein, sodass die Tiere Reviere bilden können, ohne dabei direkten Sichtkontakt zu ihren Nachbarn zu haben.
Lange Zeit wurde angenommen, dass Feuerschwänze einzelgängerisch sind. In der Tat neigt diese revierbildende Fischart zu Aggression. Mittlerweile geht man aber davon aus, dass der Feuerschwanz Artgenossen benötigt. In sehr kleinen Gruppen von zwei bis drei Tieren ist er auch gegen Artgenossen meist sehr bissig und unverträglich. In einer Gruppe ab ca. 5 Tieren herrscht ein ausgeglichenes Machtverhältnis. Bei der Haltung im Aquarium ist ein ausreichend großes Becken – die Angaben klaffen von 250 bis 500 Litern als Minimum auseinander – die Voraussetzung.